# Patricia Kelly
Maria Patricia Kelly (geboren am 22. November 1969 in Gamonal, Spanien) ist eine irisch-US-amerikanische Sängerin, Musikerin, Songwriterin und Parfüm- und Duftdesignerin. Bekannt wurde sie vor allem als Mitglied der mit mehreren Musikpreisen ausgezeichneten Pop- und Folkband The Kelly Family, die ab 1974 hauptsächlich Straßenkonzerte gab, 1994 ihren kommerziellen Durchbruch erzielte und mit mehr als 20 Millionen verkauften Tonträgern zu den erfolgreichsten Interpreten in Europa gehörte. Seit 2008 ist sie auch als Solokünstlerin tätig. Sie lebt mit ihrer Familie in der Nähe von Düsseldorf.

## Biografie
Patricia Kelly wurde als siebentes Kind des US-amerikanischen Lehrers Daniel Jerome Kelly (1930–2002) und als zweites Kind der US-amerikanischen Tänzerin Barbara-Ann Suokko (1946–1982) im spanischen Gamonal geboren. Sie hat fünf Halb- und sieben Vollgeschwister.
Patricia Kelly wurde von ihrem Vater unterrichtet, besuchte keine staatliche Schule und wurde auch keiner staatlichen Abschlussprüfung zugeführt.
Ihr Vater war alkoholkrank. Als sie 12 Jahre alt war, starb ihre Mutter an Brustkrebs. Gemeinsam mit ihren älteren Geschwistern Kathy und John übernahm sie die Versorgung der sechs jüngeren Geschwister Jimmy, Joey, Barby, Paddy, Maite und Angelo. In ihrer Autobiografie Klang meines Lebens schildert sie ihre Lebensgeschichte. 

### Musikalische Karriere mit der Kelly Family

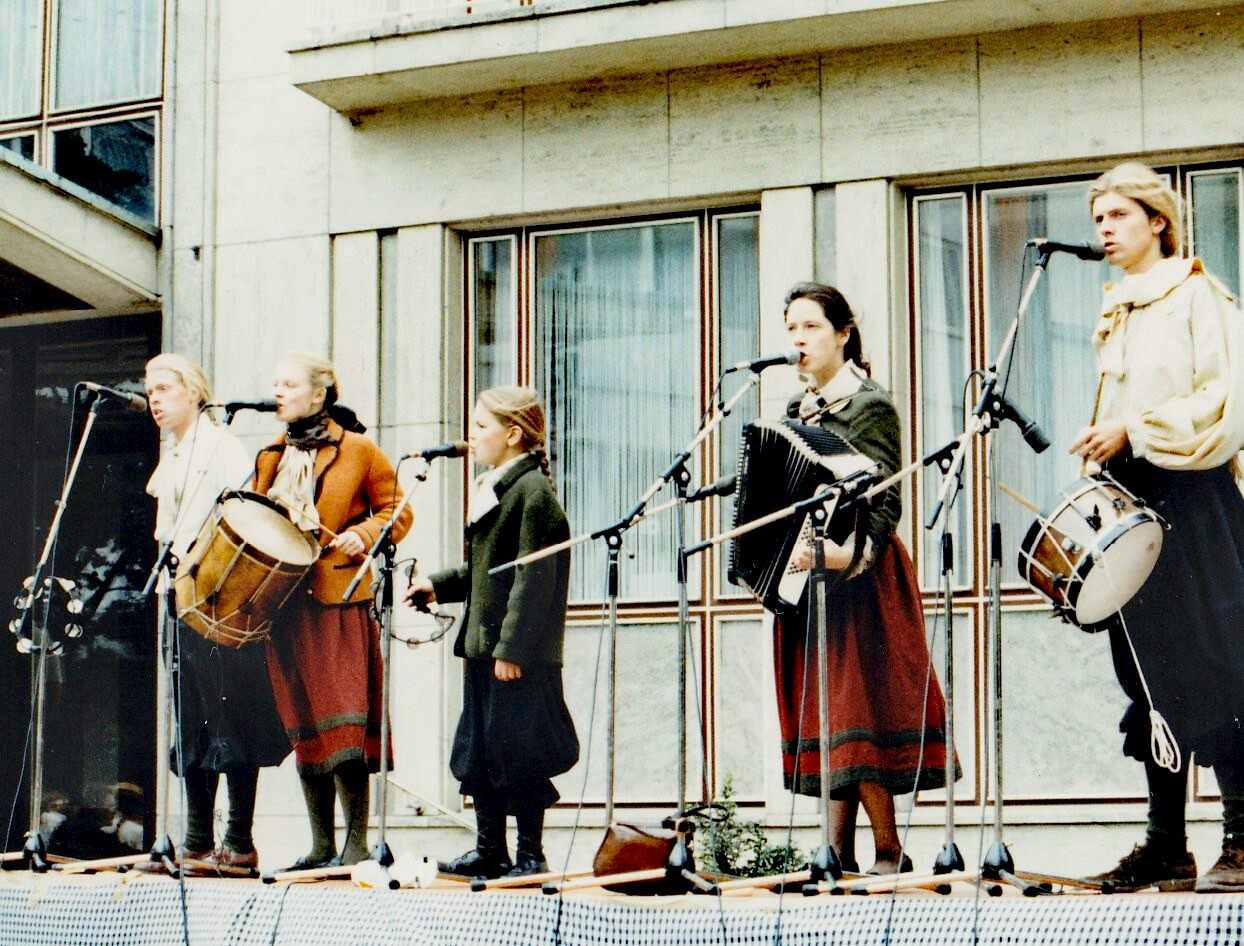
Von links nach rechts: Jimmy, Patricia, Paddy, Kathy und John Kelly als Straßenmusiker, etwa 1989

Im Alter von fünf Jahren begann Patricia Kelly Gitarre zu spielen und mit ihren Geschwistern auf der Straße zu musizieren. Ihr erster gesungener Titel war das andalusische Weihnachtslied Blanco es el Niño. Die Familie reiste ab etwa 1974 rund 20 Jahre als Straßenmusikgruppe durch die USA und Europa. Gemeinsam mit ihrem Vater war Patricia Kelly ab 1989 für das Management der Band verantwortlich. Neben Gitarre spielt Patricia Kelly in der Band vor allem Bombo und Harfe, doch sie beherrscht unter anderem auch Perkussionsinstrumente, Banjo und Zither.
Mit dem Album Over the Hump und der daraus ausgekoppelten Single An Angel erzielte die Band 1994 ihren kommerziellen Durchbruch. Eine Welle der Euphorie unter vorwiegend weiblichen Kindern und Jugendlichen begleitete nunmehr den musikalischen Erfolg der Gruppe, die aufgrund ihres alternativen Lebensstils und ihres extravaganten Aussehens fortan die Öffentlichkeit polarisierte. In den Folgejahren trat die Band in ausverkauften Konzerthallen und Stadien auf und hielt mit weiteren Nummer-eins-Platzierungen ihre Popularität aufrecht. Die von Patricia Kelly komponierte Single First Time, bei der sie zugleich als Leadsängerin fungierte, wurde im Oktober 1995 veröffentlicht. Sie gelangte in die Top 20 und hielt sich insgesamt 18 Wochen in den deutschen Charts.
Nach mehreren Soloprojekten trat Patricia Kelly von 2017 bis 2020 mit fünf bis sechs Geschwistern wieder gemeinsam als Kelly Family auf. Ein Angebot zweier US-amerikanischer Großkonzerne, sich von der Familie zu lösen und ausschließlich als Solokünstlerin vermarkten zu lassen, hatte sie zuvor abgelehnt.

### Tätigkeit als Solokünstlerin
In Zusammenarbeit mit dem Saxophonisten Peter Materna, der bereits seit vielen Jahren als Gastmusiker mit der Kelly Family auftrat, gestaltete sie 2008 ihr erstes Soloprojekt mit einer Mischung aus Folk und Jazz. Eine gemeinsame Tournee führte sie durch das Bundesgebiet. Es folgten zahlreiche Akustikkonzerte, in denen Patricia Kelly auf musikalische Weise ihre Lebensgeschichte erzählte. 2009 wirkte sie neben Hannes Wader und Traugott Buhre an Professor Jecks Zahlen-Zirkus mit, einer CD für Kinder, die Zahlenlieder und Geschichten zum Mitsingen umfasst.
Vom 25. November bis 30. Dezember 2009 trat Patricia Kelly als weibliche Protagonistin in einer Doppelrolle als Weihnachtsengel und Belle im Charles Dickens Musical Vom Geist der Weihnacht im Capitol Theater in Düsseldorf auf. Im darauf folgenden Jahr war sie Stargast in der von Thomas Schwab konzipierten, seit 1998 alljährlich stattfindenden Weihnachtstournee Christmas Moments und sang die zugehörige Single Traum von Bethlehem. Begleitet von Schwab und weiteren Musikern des Ensembles präsentierte sie im Frühjahr 2011 ihre Konzerttournee Moments with Patricia Kelly. In diesem Programm interpretierte sie in sechs Sprachen Traditionals aus allen Ländern, die sie im Laufe ihres Lebens bereist hat, darunter Chansons, Flamenco, Country-Musik und Belcanto. 2012 folgte die Tournee Songs and Stories. Unter dem Titel Essential erschien im Mai 2012 ein Konzertmitschnitt als CD und DVD. Im November veröffentlichte sie das Album Blessed Christmas mit zwölf internationalen Weihnachtsliedern.
Am 3. Oktober 2020 gewann sie als Adele maskiert die erste Staffel von Big Performance – Wer ist der Star im Star? bei RTL.
Im Frühjahr 2023 nahm sie an der achten Staffel von The Masked Singer teil und belegte als Mystica, vormals Diamantula, den dritten Platz.

## Soziales Engagement
Patricia Kelly setzt sich ehrenamtlich für ihren christlichen Glauben, gegen den Brustkrebs und gegen den Schlaganfall ein. 
Patricia Kelly engagiert sich für das Päpstliche Missionswerk missio und trat 2010 unter anderem im Rahmen des missio-Kulturfestes in der Essener Lichtburg sowie 2011 in der Hamburger Hauptkirche Sankt Michaelis auf.
2012 erschien die Charity-CD Weihnachten mit Patricia Kelly, die im Rahmen der Spendenpost in großer Auflage kostenlos verschickt wurde. Darüber hinaus war sie Patin des europäischen Songwettbewerbs Welcome to Europe.
Nach ihrer eigenen Diagnose mit Brustkrebs im Jahr 2009 wurde Patricia Kelly Botschafterin des Vereins Brustkrebs Deutschland e. V. und unterstützt diesen seither ehrenamtlich. „Zweimal wurde ich in meinem Leben auf ganz einschneidende Weise mit dem Thema Brustkrebs konfrontiert. Als ich erst 12 Jahre alt war, ist meine Mutter an der schrecklichen Krankheit gestorben. Etwa 3 Jahrzehnte später bekam ich dann die gleiche Diagnose. Doch ich hatte unbeschreibliches Glück, denn der Krebs war dank einer Vorsorgeuntersuchung schon in einem frühen Stadium entdeckt worden. Ich kann also ehrlich sagen, dass dies mein Leben gerettet hat. Meine Mutter hatte die Möglichkeiten, die uns heute zur Verfügung stehen, damals leider noch nicht. Deshalb bin ich Botschafterin für Brustkrebs Deutschland e. V. geworden, denn ich möchte dazu beitragen, bei Frauen jeden Alters das Bewusstsein für die immense Wichtigkeit dieser Untersuchung zu wecken“, spricht die Sängerin auf der Website des Vereins über ihr Engagement.
Patricia Kelly, deren Vater an den Folgen eines Schlaganfalls starb, setzt sich als Botschafterin der Stiftung Deutsche Schlaganfall Hilfe und zudem als Botschafterin des gemeinnützigen Verein Moyamoya Freunde und Förderer Deutschland e. V. für Schlaganfall-Betroffene ein. 

### Privatleben
Neben Englisch und Deutsch spricht Patricia Kelly Französisch, Spanisch, Italienisch und Niederländisch. Sie ist seit 2001 mit dem gebürtigen Russen Denis Sawinkin verheiratet und Mutter zweier Söhne (* 2001 und 2003). Sie wurde katholisch getauft und ist seit Ende der 1990er Jahre praktizierende Christin. 1996 erkrankte sie an einer Rückenmarksentzündung, die neben starken Schmerzen mit Lähmungserscheinungen einherging. In dieser Zeit war sie wegen ihrer mehrmonatigen Bettlägerigkeit daran gehindert, mit der Familie live aufzutreten. Im Jahr 2009 wurde in ihrer rechten Brust eine aggressive Krebs-Vorstufe diagnostiziert. Aufgrund der genetischen Vorbelastung wurde das gesamte Gewebe aus ihrer Brust entfernt und durch eine Prothese ersetzt. Ihr jüngerer Sohn Ignatius „Iggi“ Kelly trat 2017 bei der Sat.1-Sendung The Voice Kids mit dem Lied The Sound of Silence auf. Im Halbfinale schied er mit dem Lied Castle on the Hill aus. Die Songs von Iggi Kelly erreichten 2024 Spitzenpositionen in den deutschen AirPlayCharts und Platz 2 in der Schweiz. 

## Diskografie

### Studioalben
- 2010: It Is Essential
- 2012: Blessed Christmas
- 2016: Grace & Kelly
- 2020: One More Year
- 2021: Unbreakable

### Livealben
- 2012: Live-Konzert „Essential“
- 2015: Live Acoustic Songs & Stories
- 2020: My Christmas Concert

### Charity-Alben
- 2012: Weihnachten mit Patricia Kelly

### EPs
- 2008: A New Room
- 2009: Essential

### Zusammenarbeiten
- 2009: Professor Jecke Zahlen-Zirkus (One, Two, Three, Four, Five)
- 2009: Jimmy Kelly: Roots Diggin’ Deeper (Ohos Negros, Mira)
- 2010: Christmas Moments: Traum von Bethlehem (Traum von Bethlehem)

### Videoalben
- 2009: Vom Geist der Weihnacht
- 2012: Live-Konzert „Essential“